# Croisade des enfants
Pour les articles homonymes, voir Croisade des enfants (homonymie).
Ne doit pas être confondu avec Croisade des pastoureaux de 1251 ou Croisade des pastoureaux de 1320.
Batailles
La Croisade des enfants est une expédition des croisades populaires menée par des gens du peuple voulant partir en Terre sainte pour délivrer Jérusalem, à l'image des croisades de chevaliers. Elle s'est située en 1212 entre la quatrième et la cinquième croisade, lorsque le cortège est parti d’Allemagne, d'abord vers l'Italie. Un mouvement simultané et superficiellement similaire en France est souvent qualifié de « Croisade des enfants », mais rien ne prouve que le mouvement français ait eu pour objectif de faire une croisade ou un pèlerinage au Moyen-Orient.
Ces entreprises impressionnent par leur mobilisation et leur rayonnement spirituel, mais ne rencontrent pas le succès : le cortège germanique se disperse à Gênes (Italie) ; quant au cortège français, on en perd la trace après une entrevue avec Philippe II Auguste à Paris. Certains chroniqueurs affirment cependant que ce cortège serait allé jusqu'à Marseille.
D'autres croisades populaires, initiées sans l'appui des puissants et même souvent contre eux, ont existé, comme la Croisade des pastoureaux en 1251 et 1320.
La « Croisade des enfants », mouvement millénariste, prend son nom du latin pueri, qui peut aussi signifier « les enfants de Dieu » ou « des hommes se trouvant en état de pauvreté ». Certains auteurs contemporains ont d'ailleurs mis l'accent sur la misère des pèlerins. Les participants à cette croisade sont des paysans pauvres davantage que des « enfants ».

## Contexte
Les deux cortèges partent lors d'une période marquée par les échecs des deux précédentes croisades menées contre les musulmans.
En 1187, Saladin a repris la majeure partie du royaume de Jérusalem aux croisés francs qui le tenaient depuis 1099. La troisième croisade (1189-1192) n'a pas réussi à reprendre Jérusalem aux musulmans. Quant à la quatrième croisade (1204), elle a été détournée sur Constantinople, ville pourtant chrétienne. À la suite de ces défaites, attribuées aux querelles royales et à la cupidité des puissants, certains pauvres d'Occident pensent qu'ils sont mieux désignés pour délivrer la Terre sainte, par leur pureté et leur humilité.
Par ailleurs, en 1208, le pape Innocent III lance un appel à la croisade contre les albigeois, adeptes du catharisme dans le comté de Toulouse. De nombreux chevaliers et paysans du nord de la France répondent présents à l'appel pontifical, malgré la non-intervention de Philippe II Auguste.
Enfin, au début de l'année 1212, des processions sont organisées dans l'Europe chrétienne pour soutenir les chevaliers engagés dans la péninsule Ibérique dans des combats contre les Sarrasins qui aboutissent à la bataille de Las Navas de Tolosa le 16 juillet 1212. 
C'est donc dans cette période où les croisades se multiplient qu'apparaissent deux jeunes personnages : Nicolas à Cologne en Allemagne et Étienne de Cloyes en France, qui disent avoir reçu un message de Dieu les appelant à réunir une troupe pour libérer Jérusalem. Les deux jeunes chefs de la Croisade pensaient qu'ils seraient conduits par Dieu à Jérusalem pacifiquement et que la mer Méditerranée s'ouvrirait pour leur laisser le passage jusqu'en Terre sainte.

## Cortège germanique

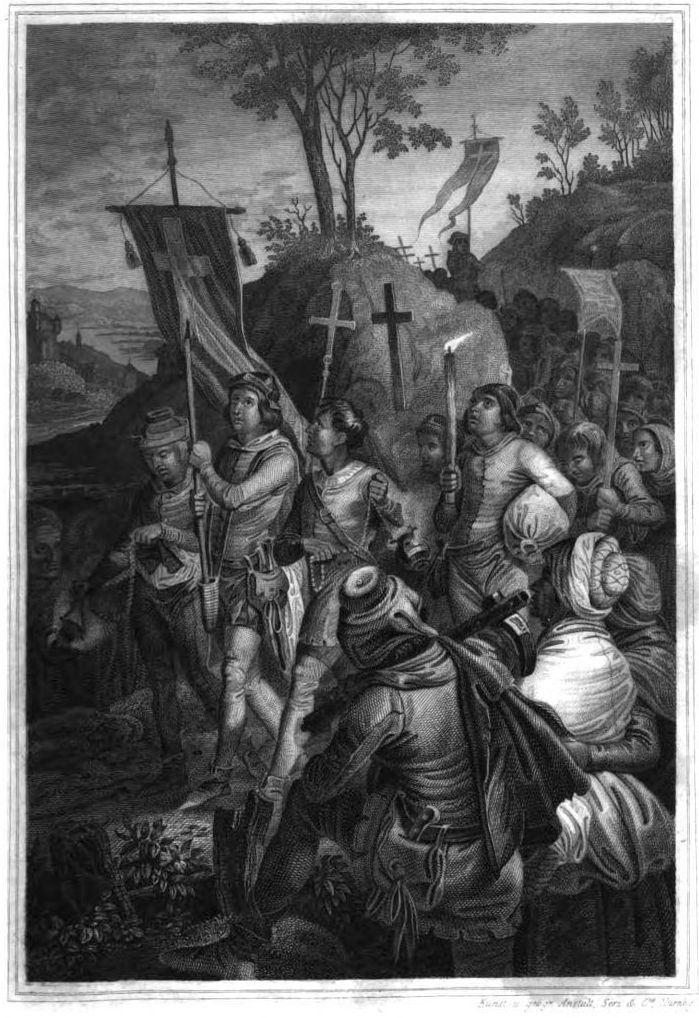
Croisade des enfants, gravure de J. Kirchhoff, 1843.

### Nicolas
Le cortège germanique est conduit par un jeune berger, Nicolas, qui a environ 30 ans. Celui-ci s'adresse à la foule sur la place de Cologne et affirme qu’un ange est venu lui demander d'aller délivrer la Terre sainte des mains des musulmans. Bientôt, toute la région connaît la présence de ce jeune garçon et en quelques jours, Nicolas a rassemblé plusieurs milliers de personnes autour de lui. Il leur promet un miracle : la Méditerranée se fendra devant eux quand ils atteindront Gênes, leur permettant d'atteindre la Terre sainte à pied. Ceux qui l’entendent sont tellement fascinés par ses visions qu’ils ne le quittent plus, bien que personne ne connaisse son origine.

### Itinéraire
Après avoir quitté Cologne, le cortège, d'environ vingt mille personnes, marche sous la conduite de Nicolas le long du Rhin. Il traverse les villes situées le long du fleuve : Coblence, Mayence, Worms, Spire... À chaque ville, la foule des pèlerins augmente et bien peu abandonnent avant le passage des Alpes.
Lors de leur passage à Coblence, la chronique d'un religieux tirée d'un témoignage d'un des survivants de la Croisade raconte que le ciel s'embrasa et que Nicolas prit cela comme un encouragement envoyé par Dieu pour qu'ils continuent leur croisade. De récentes recherches ont été menées au planétarium de Bochum où la configuration du ciel de 1212 a été reproduite. Les astronomes ont cherché si entre 1202 et 1220 un passage de comètes ou une supernova avait eu lieu, mais les résultats furent négatifs. La réponse se trouve sûrement dans l'apparition d'une aurore boréale souvent décrite à l'époque comme un symbole du Saint-Esprit.
Comme les « croisés » sont surtout des hommes pauvres, la situation pendant leur marche est misérable. La plupart des partisans n’ont pas de chaussures, et ils n’ont apporté ni à manger ni à boire. Grâce aux nombreux ruisseaux devant lesquels le cortège passe, ils ont la possibilité d’assouvir leur soif. Mais en ce qui concerne la nourriture, tout le cortège est dépendant de la générosité des habitants des villages qu’ils traversent. 
De nombreux habitants se sentent honorés par le passage du cortège devant leur village, mais il ne leur est pas permis d’y entrer, par peur des maladies. Les habitants leur donnent quand même le plus de nourriture possible, mais cette année-là, les moissons n’ont pas été très fructueuses. Même les plus grandes villes ont des difficultés à nourrir cette troupe de vingt mille hommes. La faim et la maladie font déjà des ravages alors que le cortège n'a pas encore quitté l'Allemagne.
Arrivés à Bâle, ils quittent le Rhin et continuent leur chemin en direction des Alpes. Après avoir traversé Berne, le cortège passe les Alpes au col du Mont-Cenis.
Mais le nombre de décès augmente fortement lors du passage des Alpes. Cette traversée est d’une durée extrêmement longue parce que le cortège doit escalader les chemins pierreux sans chaussures. Le besoin en nourriture augmente donc tandis que sa quantité baisse. Il y a de plus en plus d’épidémies et de morts de fatigue ou de froid. Plusieurs croisés perdent aussi la vie à cause de mauvaises conditions météorologiques, d’avalanches ou de chutes de pierres. 
Au total, plus des trois quarts des croisés meurent lors du passage des Alpes, et ils ne sont que 7 000 à leur arrivée de l'autre côté, en Italie. Cette traversée a donc coûté la vie à environ 13 000 hommes, femmes et enfants.

### Fin de la croisade germanique
Quand les « croisés » atteignent Gênes, ils s'attendent à ce que la mer se fende devant eux comme cela avait été promis par Nicolas. Mais malgré toutes leurs prières, le miracle ne se produit pas. L’entrain des pèlerins disparaît tout d’un coup. À ce moment-là, plusieurs d’entre eux, ayant perdu tout espoir concernant la réussite de leur croisade, tentent de retourner chez eux. Cela signifie affronter à nouveau la traversée des Alpes. La plupart abandonnent sur le chemin du retour et sont engagés comme travailleurs mal payés, d’autres meurent de maladie et de faim. Ceux qui parviennent à revenir en Allemagne sont accueillis avec des moqueries. 
Nicolas, qui n’a pas encore abandonné, est toujours accompagné par un millier de partisans. Il traverse Pise, où une centaine de pèlerins parviennent à s'embarquer sur deux bateaux pour la Terre sainte. On ne sait pas s’ils ont pu y arriver. Avec les mille « croisés » qui lui restent, Nicolas continue à marcher à travers l’Italie. Le cortège se disperse de plus en plus, et ceux qui ne restent pas dans les villes ou villages meurent de maladies ou sont tués par des bandits. Enfin, un grand nombre de femmes sont vendues à des maisons closes et les hommes sont vendus comme esclaves. 
Ce qui arrive alors à Nicolas est incertain. La plupart des chroniques ne l’évoquent pas. Quelques-uns disent qu’il a atteint la Terre sainte, y a combattu pendant la 5e croisade et qu’il est ensuite retourné à Cologne comme homme riche.

## Cortège français

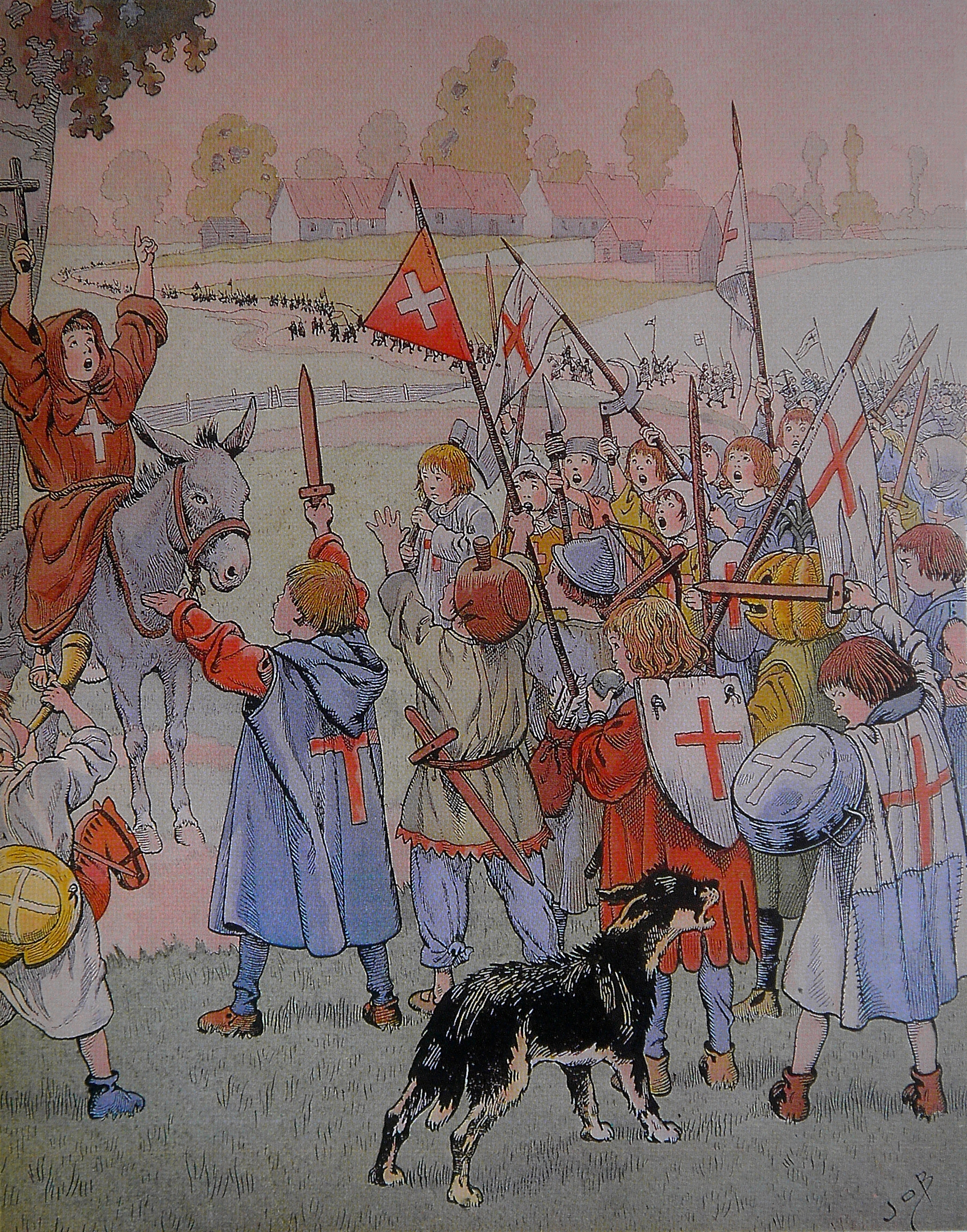
Illustration par Job, date inconnue.

### Les faits historiques: de Vendôme à Saint-Denis
Plusieurs chroniques évoquent un déplacement massif de pueri (enfants ou pauvres, selon la traduction) dans le Bassin parisien jusqu'à Saint-Denis en mai-juin 1212. Seul l'un de ces chroniqueurs, l'Anonyme de Laon, mentionne le nom de leur meneur, Étienne : il provient du village de Cloyes-sur-le-Loir, situé au sud de Paris dans l'Orléanais, non loin de Vendôme, où il aurait probablement lancé son appel à la croisade. Tout ce qu'on sait de lui est qu'il est jeune et berger. Selon cette même chronique, il aurait vu le Christ, déguisé en pèlerin, qui lui aurait donné une lettre à remettre au roi de France, Philippe Auguste.
Toutefois, selon le médiéviste américain Gary Dickson, Étienne ne serait pas à l'origine du cortège et n'en serait devenu le chef qu'au bout d'un moment.
Nous savons assurément que le cortège réuni autour d'Étienne (30 000 personnes selon les chroniqueurs, chiffre probablement exagéré) s'est retrouvé à Saint-Denis pour voir Philippe Auguste. Celui-ci a demandé le conseil des maîtres d'école de Paris. Nous ignorons si le roi a personnellement rencontré Étienne. En revanche, il n'a pas donné son aval à cette croisade. À la suite de cela, nous n'avons plus trace du cortège de pueri français : aucune source française contemporaine ne mentionne une tentative pour se rendre en Terre sainte. Ils se sont probablement dispersés sur ordre du roi. Le film documentaire La croisade des enfants projeté sur Arte le 20 février 2021 rapporte l'hypothèse selon laquelle une partie de cette troupe aurait alors rallié le cortège germanique originaire de Cologne, ce qui expliquerait la mention de Français en son sein par certains chroniqueurs.

### Mythe et reconstitution
Seul un chroniqueur non contemporain des faits, Albéric, moine à l'abbaye des Trois-Fontaines, raconte ce qui serait arrivé à ce cortège après la décision de Philippe Auguste. Mais ce récit est fortement remis en cause par les historiens.

#### Récit initial
Les croisés partent pour Tours, tout en suivant le courant de la Loire, traversant Bourges et Nevers jusqu’à ce qu’ils arrivent à Lyon. À partir de là, les croisés passent le long du Rhône jusqu’à Avignon.
Dans cette ville, les pèlerins rencontrent des troupes de croisés en train de se diriger vers l’Occitanie, le « pays des hérétiques », pour renforcer les armées du duc Simon de Montfort et de l’abbé Amalrich de Cîteaux qui essaient depuis 1209 de décimer les cathares par le « feu et l’épée ». C’est à ce moment-là que les pèlerins prennent conscience de la différence qu'il y a entre eux et ces soldats armés de la tête aux pieds.
D’Avignon, les croisés passent par le delta du Rhône pour arriver enfin à Marseille. Si le cortège français n'eut pas à affronter des obstacles naturels meurtriers, les famines, maladies et épidémies ont fait ici aussi augmenter le nombre de décès. Arrivés à Marseille, les survivants de cet immense pèlerinage espèrent voir le miracle qui allait ouvrir les eaux de la Méditerranée. Mais il ne se produira pas. Néanmoins, ils ne considérèrent pas leur « guide » Étienne comme un charlatan et continuèrent leur prière.
Après quelques jours d’attente, entre désespoir et malheur, deux commerçants de Marseille proposent leur aide aux pèlerins : ils sont prêts à affréter sept bateaux pour atteindre la Terre sainte. Comme Hugues Ferreus et Guillaume de Posqueres possèdent des sièges commerciaux à Acre, ainsi que leur propre flotte, et ont bonne réputation à Marseille, les marchands gagnent la confiance d’Étienne et de ses partisans qui interprètent cette promesse comme un signe envoyé par Dieu.
À la fin du mois d’août, les bateaux se dirigent avec 7 000 croisés à bord vers Jérusalem. Mais les deux commerçants n'ont pas l’intention de les amener jusqu’à la Terre sainte ; ils ont prévu une autre destination. Arrivés en pleine mer, les jeunes croisés sont enfermés dans les cales par les marins qui s'avérèrent être des marchands d'esclaves.
Les survivants de la longue route jusqu’à Marseille doivent encore supporter l’enfer sur les bateaux des commerçants : ils sont tout le temps entassés comme des bêtes sous le pont, où il ne reste presque plus d’air pour respirer. Comme les bateaux sont tous surchargés, une alimentation suffisante ne peut pas être garantie. La puanteur provenant des excréments devient insupportable, les infections et les épidémies se propagent parmi les pèlerins comme la peur de leur futur. Une fois de plus, la faim et la maladie font des ravages dans les rangs des croisés.
Après deux jours à bord de la flotte des marchands, une tempête éclate sur la mer et projette deux des bateaux aux écueils de l’île San Pietro, juste avant la côte sud-ouest de la Sardaigne. Tous les passagers et l’équipage trouvent la mort. Une chapelle est le seul témoignage qui reste de leur passage sur l’île. Les cinq autres bateaux survivent au grand orage et se dirigent vers la côte algérienne à Bougie. Dans ce port et plus tard à Alexandrie, les croisés français sont vendus comme esclaves aux Arabes. 400 d'entre eux sont vendus à un calife qui les traita bien et leur laissa la liberté religieuse, les autres périrent en refusant d'abjurer la foi chrétienne.

#### Authenticité du récit
Toute cette histoire a donc été rédigée, au plus tôt 30 ans après les faits, par Albéric des Trois-Fontaines, mais plus probablement entre 1260 et 1295, si l'on en croit P. Raedts. Le point le plus faible de cette histoire est le postulat d'un déplacement massif des 30 000 enfants de Saint-Denis à Marseille. Or, aucune source contemporaine du sud de la Loire n'en fait état, ce qui est fort improbable ; un tel événement aurait laissé des traces.
C'est pourtant cette histoire mythifiée qui est parvenue jusqu'à nous, notamment à travers la chanson de Marie-Josée Neuville ou des romans, tel celui de Marcel Schwob. La naissance de ce mythe et son parcours sont très bien expliqués par Gary Dickson.

## Bilan
Les croisades des enfants sont des événements tragiques. Les pèlerins n’ont jamais atteint leur destination, la Terre sainte. Elle échoue comme les deux croisades précédentes (3e et 4e). On ne connaît ni le nombre de personnes impliquées ni le nombre de morts. La simultanéité des deux croisades partant de l’Allemagne et de la France est très troublante, car on ne connaît pas de lien entre leurs origines. C’est aussi dû au manque de sources et de témoins oculaires. C’est pourquoi ce cortège tombe de plus en plus dans l'oubli.
Cette histoire a inspiré à Marcel Schwob l'un de ses livres les plus connus, La Croisade des enfants (1895). Elle a également inspiré Thea Beckman, un écrivain néerlandais, pour son livre Kruistocht in spijkerbroek (Croisade en jeans), Minerve (2006) de David Turgeon, et plus récemment La Croisade des innocents (2018) de Chloé Cruchaudet.

### Point de vue de l’Église
Il y a eu dès le début une forte polarisation des opinions dans les régions traversées par les Croisades des enfants. Au départ, les adeptes des croisades les interprètent comme un « miracle divin ». Mais après leur échec, les personnes qui désapprouvaient ces idées de cortège sont majoritaires. Elles considèrent les pèlerins comme des escrocs. Il existe cependant peu de chroniques contemporaines. 
Dans les textes qui furent écrits plus tard, on peut observer deux prises de position bien distinctes : les membres de communauté religieuse ayant choisi de vivre dans la pauvreté vantent le mérite de ces jeunes enfants ayant une foi inébranlable ; ces documents émanant des ordres ascétiques et mendiants sont souvent interprétés comme des appels à la noblesse et au clergé : « regardez ce que ces pauvres paysans font, et nous, nous dormons ! »
Pour les conservateurs, cardinaux et évêques, le ton est tout autre. Selon eux, l'insouciance de ces jeunes gens est difficilement compréhensible et ils critiquent ce mouvement qui n'avait aucune chance de réussir. Il est donc difficile de trouver des témoignages neutres sur cet événement oublié.

### Sources historiques
Peu de sources connues rapportent cette croisade. Un survivant de la croisade germanique raconta son histoire à un religieux. C'est une des seules chroniques qui existent sur cet événement, avec celle d'un religieux qui décrit l'arrivée des jeunes Français à Marseille et leur capture par des marchands d'esclaves.

## Culture populaire
- Le manga La Croisade des Innocents de Usamaru Furuya est inspiré de ces expéditions[13].

#### Études historiques
- Gary Dickson, La Genèse de la Croisade des enfants, Bibliothèque de l'école des chartes (no 153-1), 1995 (lire en ligne), p. 53-102.
- (en) Gary Dickson, The Children's Crusade: Medieval History, Modern Mythistory, New York, Palgrave Macmillan, 2007, 246 p. (ISBN 978-1-4039-9989-4).
- (it) Cardini Franco et Del Nero Domenico, La crociata dei fanciulli, Florence, Giunti Editore, 1999, 171 p. (ISBN 88-09-21770-5).
- Peter Raedts, « La Croisade des enfants a-t-elle eu lieu ? », dans Robert Delort (dir.), Les Croisades, Paris, Seuil, coll. « Points », 1988.

#### Littérature
- Bernard Thomas, La Croisade des enfants, Presses Pocket, no 3145, 1973,  (ISBN 2-266-02266-0).
- Marcel Schwob, La Croisade des enfants. Mise en musique par Gabriel Pierné.
- Chloé Cruchaudet, La Croisade des innocents, bande dessinée, 172 pages, Éditions Soleil, 2018.
- Henry Treece, La croisade des enfants, Éditions Alsatia, Collection Signe de Piste Junior, 1961 (SDPJ 28), réédition 1988 (NSDP 140)

### Filmographie
- La Croisade maudite[14], film réalisé par Andrzej Wajda en 1968, d'après le roman de Jerzy Andrzejewski Les Portes du paradis (1961)[15].
- Cœur de lion, film réalisé en 1987 par Franklin Schaffner[16].
- La Croisade des enfants[17], téléfilm réalisé en 1988 par Serge Moati.
- Der Kreuzzug der Kinder - La croisade des innocents, documentaire réalisé par Reinhold Jaretzky et Martin Papirowski en 2006. Source : Cinéma & Histoire.
- La Croisade en jeans (Kruistocht in spijkerbroek)[18], film belgo-néerlandais réalisé par Ben Sombogaart en 2006.